# Lohs farkasfalka
A Lohs farkasfalka a Kriegsmarine tengeralattjárókból álló második világháborús támadóegysége volt, amely összehangoltan tevékenykedett 1942. augusztus 11. és 1942. szeptember 22. között az Atlanti-óceán északi részén, az Izlandtól délnyugatra kezdődő és Új-Fundlandtól délkeletig, az Azori-szigetektől nyugatra húzódó sávban. A Lohs farkasfalka 19 búvárhajóból állt. A falka nyolc hajót süllyesztett el. Ezek összesített vízkiszorítása 32 983  brt volt. A farkasfalka névadója, Johannes Lohs első világháborús német búvárhajó-parancsnok volt. A tengeralattjárók nem szenvedtek veszteséget.

## A farkasfalka tengeralattjárói
| A hajó száma | Parancsnoka                  | Részvétel kezdete    | Részvétel vége       |
| ------------ | ---------------------------- | -------------------- | -------------------- |
| U–135        | Friedrich-Hermann Praetorius | 1942. augusztus 17.  | 1942. szeptember 20. |
| U–174        | Ulrich Thilo                 | 1942. augusztus 11.  | 1942. augusztus 26.  |
| U–176        | Reiner Dierksen              | 1942. augusztus 11.  | 1942. szeptember 1.  |
| U–216        | Karl-Otto Schultz            | 1942. szeptember 13. | 1942. szeptember 15. |
| U–256        | Odo Loewe                    | 1942. augusztus 11.  | 1942. augusztus 25.  |
| U–259        | Klaus Köpke                  | 1942. szeptember 13. | 1942. szeptember 22. |
| U–373        | Paul-Karl Loeser             | 1942. augusztus 11.  | 1942. szeptember 21. |
| U–410        | Kurt Sturm                   | 1942. szeptember 13. | 1942. szeptember 22. |
| U–432        | Heinz-Otto Schultze          | 1942. augusztus 23.  | 1942. szeptember 22. |
| U–438        | Rudolf Franzius              | 1942. augusztus 11.  | 1942. augusztus 25.  |
| U–462        | Bruno Vowe                   | 1942. augusztus 29.  | 1942. szeptember 2.  |
| U–569        | Hans-Peter Hinsch            | 1942. augusztus 11.  | 1942. szeptember 21. |
| U–593        | Gerd Kelbling                | 1942. augusztus 11.  | 1942. augusztus 17.  |
| U–596        | Gunter Jahn                  | 1942. augusztus 11.  | 1942. szeptember 22. |
| U–599        | Wolfgang Breithaupt          | 1942. augusztus 13.  | 1942. szeptember 22. |
| U–605        | Herbert-Viktor Schütze       | 1942. augusztus 11.  | 1942. augusztus 28.  |
| U–660        | Götz Baur                    | 1942. augusztus 11.  | 1942. augusztus 28.  |
| U–705        | Karl-Horst Horn              | 1942. augusztus 11.  | 1942. augusztus 26.  |
| U–755        | Walter Göing                 | 1942. augusztus 11.  | 1942. szeptember 22. |

## Elsüllyesztett hajók
| Dátum                | A búvárhajó száma | A hajó neve        | Nemzetisége        | Vízkiszorítása | Konvoj  |
| -------------------- | ----------------- | ------------------ | ------------------ | -------------- | ------- |
| 1942. augusztus 15.  | U–705             | Balladier          | Egyesült Államok   | 3279           | SC–95   |
| 1942. augusztus 16.  | U–596             | Suecia             | Svédország         | 4966           | SC–95   |
| 1942. augusztus 25.  | U–176             | Empire Breeze      | Egyesült Királyság | 7457           | ONS–122 |
| 1942. augusztus 25.  | U–605             | Katvaldis          | Egyesült Királyság | 3163           | ONS–122 |
| 1942. augusztus 25.  | U–605             | Sheaf Mount        | Egyesült Királyság | 5017           | ONS–122 |
| 1942. augusztus 25.  | U–438             | Trolla             | Norvégia           | 1598           | ONS–122 |
| 1942. szeptember 9.  | U–755             | USS Muskeget*      | Egyesült Államok   | 1827           |         |
| 1942. szeptember 20. | U–596             | Empire Hartebeeste | Egyesült Királyság | 5676           | SC–100  |

* Az amerikai haditengerészet meteorológiai hajója